# Denise Cardi
Denise Cardi, née le 22 janvier 1926, est une actrice française.

## Filmographie
- 1949 : Les Noces de sable de André Zwobada
- 1950 : Banco de prince de Michel Dulud
- 1951 : Maria du bout du monde de Jean Stelli
- 1952 : Les Amants maudits de Willy Rozier